# Suwallia sierra
Suwallia sierra is een steenvlieg uit de familie groene steenvliegen (Chloroperlidae). De wetenschappelijke naam van de soort is voor het eerst geldig gepubliceerd in 1997 door Baumann & Bottorff.